# Holger Fleischer
Holger Fleischer (* 4. Mai 1965 in Erlangen) ist ein deutscher Jurist, Direktor am Max-Planck-Institut für ausländisches und internationales Privatrecht in Hamburg und Professor an der Bucerius Law School Hamburg.

## Werdegang
Nach dem Abitur nahm Fleischer ein Studium der Rechtswissenschaft und der Wirtschaftswissenschaft an der Universität zu Köln auf. Sein Jurastudium schloss er 1990 mit der Ersten Juristischen Staatsprüfung ab. 1992 wurde Fleischer an der Universität Köln mit der Untersuchung „Finanzplankredite und Eigenkapitalersatz im Gesellschaftsrecht“ zum Dr. iur. promoviert. Im Jahr darauf erwarb er bei einem Forschungsaufenthalt an der University of Michigan den akademischen Grad eines Master of Law (LL.M.). 1994 beendete Fleischer sein Wirtschaftsstudium und erwarb den Grad eines Diplom-Kaufmanns. Nach der Zweiten Juristischen Staatsprüfung 1995 wurde Fleischer wissenschaftlicher Assistent bei Herbert Wiedemann an der Universität Köln. Dort habilitierte er sich 1999 mit einer Untersuchung zur Informationsasymmetrie im Vertragsrecht.
Nach einer Lehrstuhlvertretung an der Universität Bayreuth nahm Fleischer zum Sommersemester 2000 einen Ruf an die Georg-August-Universität Göttingen an. Im August 2003 folgte er einem Ruf an die Rheinische Friedrich-Wilhelms-Universität Bonn. An der Universität Bonn war Fleischer zunächst Direktor des Instituts für Steuerrecht, übernahm im Januar 2005 die Leitung des Instituts für Handels- und Wirtschaftsrecht. Seit Anfang 2009 ist er als Nachfolger von Klaus Hopt Direktor am Max-Planck-Institut für ausländisches und internationales Privatrecht in Hamburg.
Fleischer ist einer der Preisträger des von der Deutschen Forschungsgemeinschaft vergebenen Gottfried Wilhelm Leibniz-Preises des Jahres 2008. In der Begründung der Preisverleihung wird darauf hingewiesen, dass Fleischer in seinen wirtschaftsrechtlichen Arbeiten auf einmalige Weise Rechtsgeschichte, Rechtsdogmatik, Rechtsvergleichung und Ökonomische Analyse des Rechts zusammenführe. Seine Habilitationsschrift sei ebenso bahnbrechend wie sein weltoffener Forschungsansatz. Fleischer habe sich über die Fächergrenzen hinweg als Modernisierer der jüngeren deutschen Zivilrechtswissenschaft einen Namen gemacht.

## Veröffentlichungen
- Finanzplankredite und Eigenkapitalersatz im Gesellschaftsrecht, Heymann, Köln/Berlin/Bonn/München 1995. ISBN 3-452-23046-5.
- Informationsasymmetrie im Vertragsrecht, C.H. Beck, München 2000. ISBN 3-406-46933-7.
- zusammen mit Herbert Wiedemann: Prüfe dein Wissen. Handelsrecht, 8. Aufl., C.H. Beck, München 2004. ISBN 3-406-52070-7.
- als Herausgeber: Handbuch des Vorstandsrechts, C.H. Beck, München 2006. ISBN 3-406-53916-5.